# Христо Гандев
Христо Николов Гандев е български историк, професор в Софийския университет.

## Биография
Роден е на 25 декември 1907 г. във Велико Търново. Следва история в Софийския университет, а през 1932 – 1935 г. прави докторантура в Прага. От 1940 г. Гандев е хоноруван частен доцент, а от 1 януари 1944 с царски указ е назначен за редовен. От  1937 г. и до тогава работел и като бибиотекар в СУ. През март 1945 г. става член на БКП. . В периода 1946 – 1961 г. е ръководител на Катедра по нова обща история. Между 1948 и 1951 г. е декан на Историко-филологическия факултет на университета. През 1958 г. е назначен за директор на Етнографския институт с музей при БАН. Остава на този пост до 1972 г. Умира на 27 юли 1987 г. в София.

## Отличия
Професор Христо Гандев е носител на орден „Св. св. Кирил и Методий“ II степен (1957), на орден „Червено знаме на труда“ (1968), на орден „Народна република България“ III степен (1978).
В чест на Христо Гандев са публикувани три сборника с трудове, препращащи към неговото творчество. През 2021 г. излиза монографията Христо Гандев: Житейски път и научно наследство.

## Книги
- „Ранно възраждане 1600 – 1830“, Печатница „Култура“, 1939
- „Фактори на Българското възраждане“, Печатница „Култура“, 1943
- „Националната идея в българската историопис“ (1940)
- „Условия за образуване на българската народност“ (1971)
- „Етнографски закономерности в образуването на българската народност“ (1972)
- „Българската народност през ХV в.“, Изд. Наука и изкуство, 1972
- „Проблеми на българското Възраждане“, Изд. Наука и изкуство, 1976
- „От народност към нация“, Изд. Наука и изкуство, 1980